# یو اتو
یو اتو (انگلیسی: Yu Eto؛ زادهٔ ۱۷ اکتبر ۱۹۸۳) بازیکن فوتبال اهل ژاپن است.
از باشگاه‌هایی که در آن بازی کرده‌است می‌توان به باشگاه فوتبال ساگان توسو اشاره کرد.